# Rituell renhet

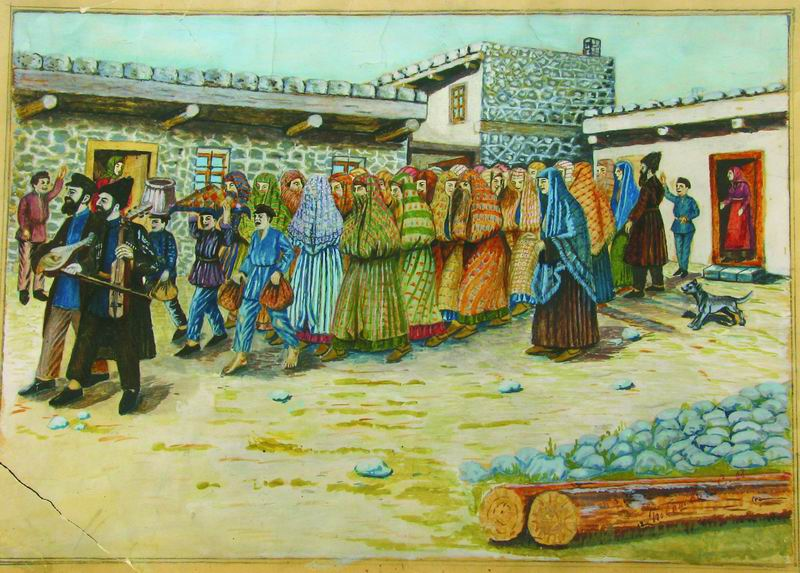
Tar bruden till badhuset, Shalom Koboshvili, 1939.

Rituell renhet är inte samma sak som fysisk renhet, utan är kopplat till föreställningar om vad som är heligt. Till exempel grundar sig de judiska lagarna angående rent och orent kött i det som betraktas vara heligt.

## Hinduism
I det hinduiska systemet är inte rituell renhet begränsat till den personliga renheten utan kan även överföras ifrån person till person, antingen igenom kroppskontakt, eller bara att en oren har rört vid ett föremål, som en ren(are) sedan rör vid efteråt. Att tvätta sig med bland annat kodynga har en renande effekt, då kon anses vara renare än människan och man därigenom till en viss del kan överta kons renhet.